# Mikolski Pierajezd
Mikolski Pierajezd (biał. Мікольскі Пераезд; ros. Никольский Переезд) – przystanek kolejowy w miejscowości Homel, w obwodzie homelskim, na Białorusi. Leży na linii Homel - Łuniniec - Żabinka.
Przystanek położony jest w obrębie stacji Homel, przy jej torach postojowych. Nad peronem przebiega estakadą Prospekt Kosmonautów.